# Sortelina Pires
Sortelina da Silva Pires (ur. 29 czerwca 1977) – lekkoatletka z Wysp Świętego Tomasza i Książęcej, olimpijka.

## Kariera
Wystąpiła na Letnich Igrzyskach Olimpijskich 1996 w eliminacjach biegu na 100 m. Z wynikiem 13,31 zajęła ostatnią 8. pozycję w swoim biegu eliminacyjnym, osiągając 53. wynik wśród 56 startujących sprinterek. Pires jest pierwszą kobietą ze swojego kraju, która wystąpiła na igrzyskach olimpijskich. Była także chorążym reprezentacji podczas ceremonii otwarcia igrzysk. 
W tej samej konkurencji pojawiła się na starcie mistrzostw świata w 1995 roku, osiągając ostatnie 7. miejsce w biegu kwalifikacyjnym (13,16). Był to 51 wynik na 55 zawodniczek. Na najkrótszym sprinterskim dystansie wzięła udział w mistrzostwach świata juniorów w 1994 roku (odpadła w eliminacjach z wynikiem 13,19).
Rekord życiowy w biegu na 100 m – 12,4 (1994).